# 吉姆·弗里克
吉姆·弗里克（英語：Jim Furyk，1970年5月12日—），美國職業高爾夫球選手，出生在賓夕法尼亞州。在1999年到2008年期間，他處在世界排名前10位超過250周。他也是2003年美國公開賽的冠軍得主。也是2004、2006、2008年萊德盃美國隊的隊員。他的非傳統揮杆姿勢歷年來都叫人津津樂道。

## 外部連結
- Profile on the PGA網站上的介紹（页面存档备份，存于）